# SV Wevelgem City
Maillots
Dernière mise à jour : 3 août 2017.
Le Sport Vereniging Wevelgem-City est un club de football belge basé à Wevelgem dans la province de Flandre Occidentale.
Le nom du cercle fut modifié en 2008 à la suite du scandale (fausse monnaie) qui toucha le club mais qui concernait surtout son président et son entraîneur de l'époque (Tony Correvits et Gilbert Bodart). En plus du changement d'appellation, le club abandonna le jaune et bleu pour reprendre ses anciennes couleurs d'origine, mauve et blanc.
La fusion qu'a connue le club six ans plus tôt est mise à mal. Des sympathisants de l'ancien SK Gullegem (6216) refondent un autre cercle qu'ils nomment Football Club Gullegem (matricule 9412) dans la localité de Gullegem.
Il évolue en deuxième provinciale lors de la saison 2017-2018.

## Historique

ancien logo du K. SK Wevelgem City (2003-2008)

- 1924 : fondation de FOOTBALL CLUB VERBROEDERING WEVELGHEM vers 1924 et affiliation à l'Union Royale Belge des Sociétés de Football Association (URBSFA) le 31/12/1924
- 1926 : FOOTBALL CLUB VERBROEDERING WEVELGHEM reçoit le numéro matricule 454
- 1941 : fusion de FOOTBALL CLUB VERBROEDERING WEVELGHEM (454) et VOETBALCLUB SPORTVEREENIGING WEVELGEM (non affilié à l'URBSFA) pour former FOOTBALL CLUB SPORTVERBROEDERING WEVELGEM le 24/05/1941; affiliation à l'URBSFA de FOOTBALL CLUB VERBROEDERING WEVELGEM le 30/10/1941; le club obtient le numéro matricule 2997. (note foot 100 asbl : à l'époque, un club résultat de fusion devait se réaffilier et obtenait un nouveau numéro matricule)
- 1959 : affiliation à l'URBSFA de SPORTKRING GULLEGEM le 09/04/1959; le club reçoit le numéro matricule 6216
- 1979 : fondation de CITY WEVELGEM le 10/05/1979 et affiliation à l'URBSFA le 21/06/1979; le club reçoit le numéro matricule 8662
- 1984 : fusion de FOOTBALL CLUB SPORTVERBROEDERING WEVELGEM (2997) et CITY WEVELGEM (8662) pour former FOOTBALL CLUB SPORTVERBROEDERING WEVELGEM-CITY (2997) le 01/07/1984
- 1991 : après obtention du titre de Société Royale vers 17/04/1991, changement de dénomination de FOOTBALL CLUB SPORTVERBROEDERING WEVELGEM-CITY (2997) en KONINKLIJKE FOOTBALL CLUB SPORTVERBROEDERING WEVELGEM-CITY (2997) le 01/07/1991
- 2002 : fusion de KONINKLIJKE FOOTBALL CLUB SPORTVERBROEDERING WEVELGEM-CITY (2997) et SPORTKRING GULLEGEM (6216) pour former KONINKLIJKE SPORTKRING WEVELGEM-CITY (2997) le 01/07/2002
- 2008 : Le club est touché par un scandale concernant son Président (Tony Correvits) et l'entraîneur de l'époque (Gilbert Bodart). Tous deux sont soupçonnés d'avoir trempé dans une affaire de fausse monnaie. Le club est relégué hors des séries nationales. Des sympathisants reprennent les destinées du club qu'ils renomment SPORT VERENINGING WEVELGEM CITY (2997). Dans le même temps, à Gullegem, un autre club est refondé sous l'appellation FOOTBALL CLUB GULLEGEM, il reçoit le matricule 9412.

## Résultats dans les divisions nationales
Statistiques mises à jour le 24 juin 2013

### Bilan
| Niv | Divisions     | Jouées | Titres | TM Up | TM Down |
| --- | ------------- | ------ | ------ | ----- | ------- |
| I   | 1re nationale | 0      | 0      |       |         |
| II  | 2e nationale  | 0      | 0      |       |         |
| III | 3e nationale  | 6      | 0      | 1     | 1       |
| IV  | 4e nationale  | 12     | 0      | 2     | 1       |
| V   | 5e nationale  | 0      | 0      |       |         |
|     |               |        |        |       |         |
|     | TOTAUX        | 18     | 0      | 3     | 2       |

- TM Up : test-match pour départager des égalités, ou toutes formes de Barrages ou de Tour final pour une montée éventuelle.
- TM Down : test-match pour départager des égalités, ou toutes formes de Barrages ou de Tour final pour le maintien.

### Classements
| Ordre               | Saison  | Nom du club            | Niveau                 | Classement final | Remarques               |
| ------------------- | ------- | ---------------------- | ---------------------- | ---------------- | ----------------------- |
| 1                   | 1946-47 | FC SV Wevelgem         | Promotion (D3) série D | 11e/17           |                         |
| 2                   | 1947-48 | FC SV Wevelgem         | Promotion (D3) série A | 15e/16           | Relégué!                |
| séries provinciales |         |                        |                        |                  |                         |
| 3                   | 1952-53 | FC SV Wevelgem         | Promotion série A      | 15e/16           | Relégué!                |
| séries provinciales |         |                        |                        |                  |                         |
| 4                   | 1967-68 | FC SV Wevelgem         | Promotion série A      | 12e/16           |                         |
| 5                   | 1968-69 | FC SV Wevelgem         | Promotion série A      | 12e/16           |                         |
| 6                   | 1969-70 | FC SV Wevelgem         | Promotion série C      | 16e/16           | Relégué!                |
| séries provinciales |         |                        |                        |                  |                         |
| 7                   | 1992-93 | K. FC SV Wevelgem-City | Promotion série A      | 13e/16           | Relégué!                |
| séries provinciales |         |                        |                        |                  |                         |
| 8                   | 1997-98 | K. FC SV Wevelgem-City | Promotion série A      | 11e/16           |                         |
| 9                   | 1998-99 | K. FC SV Wevelgem-City | Promotion série A      | 5e/16            |                         |
| 10                  | 1999-00 | K. FC SV Wevelgem-City | Promotion série A      | 2e/16            | Tour final!             |
| 11                  | 2000-01 | K. FC SV Wevelgem-City | Promotion série A      | 2e/16            | Promu via tour final!   |
| 12                  | 2001-02 | K. FC SV Wevelgem-City | Division 3 série A     | 5e/16            |                         |
| 13                  | 2002-03 | K. SK Wevelgem-City    | Division 3 série A     | 4e/16            | Tour final!             |
| 14                  | 2003-04 | K. SK Wevelgem-City    | Division 3 série A     | 11e/16           |                         |
| 15                  | 2004-05 | K. SK Wevelgem-City    | Division 3 série A     | 14e/16           | Relégué après barrages! |
| 16                  | 2005-06 | K. SK Wevelgem-City    | Promotion série A      | 7e/16            |                         |
| 17                  | 2006-07 | K. SK Wevelgem-City    | Promotion série A      | 5e/16            |                         |
| 18                  | 2007-08 | K. SK Wevelgem-City    | Promotion série A      | 13e/16           | Relégué après barrages! |
| séries provinciales |         |                        |                        |                  |                         |